# Orthrias
Orthrias és un gènere de peixos de la família dels balitòrids i de l'ordre dels cipriniformes.